# コッパ・イタリア・ディレッタンティ
コッパ・イタリア・ディレッタンティ（伊: Coppa Italia Dilettanti、英: Italian Amateurs Cup）は、イタリアで行われているサッカーのカップ戦。1966-1967シーズンから開催されている。
以前はセリエDとその下のエッチェッレンツァ、さらに下のプロモツィオーネに所属するチームによって争われてきたが、1999-2000シーズンからセリエDのチームだけが参加する大会、コッパ・イタリア・セリエDが分離・新設されたため、現在はエッチェッレンツァとプロモツィオーネに所属するチームが参加する大会となっている。
決勝のみ1試合、残りの試合はホーム・アンド・アウェー方式の2試合で勝者を決める。優勝チームはセリエDへ昇格することができる。

## 主な優勝チーム
- 1979-80 ASチッタデッラ
- 1981-82 SCレッフェ
- 1992-93 トレヴィーゾFC
- 1998-99 ASカザーレ・カルチョ

コッパ・イタリア・セリエD独立後
- 1999-00  オルランディーナ
- 2000-01 コンプレソリオ・ノーラ
- 2001-02 USボーイズ・カイヴァネーゼ
- 2002-03 USラディスポリ
- 2003-04 ACサロ
- 2004-05 USCコロニェーゼ
- 2005-06 FCエスペリア・ヴィアレッジョ
- 2006-07 ASDポンテヴェッキオ
- 2007-08 インテルレッジョ・カルチョ
- 2008-09 ヴィルトゥス・カザラーノ
- 2009-10 トゥットクォイオ
- 2010-11 ACアンコーナ
- 2011-12 ASビシェーリエ1913
- 2012-13 USフェルマナ
- 2013-14 SSDチッタ・ディ・カンポバッソ
- 2014-15 ヴィルトゥス・フランカヴィッラ
- 2015-16 ASDサンレメーゼ
- 2016-17 ASDヴィッラビアジョ
- 2017-18 サンクト・ジェオルジェン
- 2018-19 SSDカザラーノ・カルチョ (08-09に続き2回目)
- 2019-20 なし
- 2020-21 なし
- 2021-22 ASDバルレッタ1922
- 2022-23 カスト・ブレシア